# Соглашение о местной рыночной деятельности
Соглашение о местной рыночной деятельности, Местное маркетинговое соглашение (англ. local marketing agreement, LMA) или Соглашение о местном управлении (англ. local management agreement) — распространённая в сфере телерадиовещания в Северной Америке практика, по которой компания соглашается управлять радиостанцией или телестанцией, принадлежащей другой компании. По сути, это своего рода аренда или покупка на время.
Согласно правилам Федеральной комиссии по связи США, соглашение должно предоставлять компании, эксплуатирующей станцию («старший» партнер), контроль над всеми объектами станции, включая финансы, персонал и программирование станции.. Его первоначальный лицензиат («младший» партнер) по-прежнему несет юридическую ответственность за станцию и её операции, например, за соблюдение соответствующих правил в отношении контента. Иногда «соглашение местной рыночной деятельности» может относиться к разделу или заключению контракта только на определённые функции, в частности на продажу рекламы. Также известно как соглашение о брокерских услугах (TBA), соглашение о местных продажах (LSA), соглашение об управленческих услугах (MSA), или, чаще всего, соглашение о совместных продажах (JSA) или соглашение о совместных услугах (SSA). JSA учитывается при расчёте лимита владений на теле и радиостанции. В Канаде для заключения соглашений о местной рыночной деятельности между местными станциями требуется согласие Канадской комиссии по радио, телевидению и телекоммуникациям (CRTC), хотя Rogers Media использовала аналогичную схему для контроля радиостанции в США на приграничном рынке.
В период с 2009 по 2014 год начало вызывать споры более широкое использование соглашений о совместном использовании медиа-компаниями для формирования консолидированных «виртуальных» дуополий, особенно когда компания покупала объекты и активы телевизионной станции, но продавала лицензию аффилированной компании-«прокладке», которая затем заключала соглашения с владельцем на эксплуатацию станции от их имени. Активисты утверждали, что вещатели использовали эти соглашения как лазейку для обхода правил ФКС об ограничении собственности на медиаактивы, что они сокращают количество местных СМИ на рынке за счет агрегации или прямой консолидации новостных программ и позволяют владельцам станций увеличить рычаги воздействия в переговорах о согласии на ретрансляцию с местными провайдерами абонентского телевидения. Владельцы станций утверждали, что соглашения позволяют оптимизировать и повысить рентабельность операций, которые могут быть полезны для продолжения работы станций с более низким рейтингом и/или более слабых в финансовом отношении, особенно на небольших рынках.
В 2014 году ФКС под руководством председателя Тома Уиллера начала уделять больше внимания использованию таких соглашений — особенно совместных продаж — для уклонения от своей политики. 31 марта 2014 года комиссия проголосовала за то, чтобы соглашения о совместных продажах считались правом собственности, если старший партнер продает 15 % или более рекламного времени своему партнеру, и за запрет согласованных переговоров о согласии на ретрансляцию между двумя из четырёх ведущих станций на рынке. Уилер указал, что в будущем он планирует рассмотреть вопросы местной рыночной деятельности и соглашений об общих услугах. Изменение позиции также вызвало изменения в существовавших тогда приобретениях у Gray Television и Sinclair Broadcast Group, которые вместо того, чтобы использовать соглашения о совместном использовании для контроля над активами, переместили свои существующие программы и сетевые связи в цифровые подканалы существующих на рынке собственных станций, или не подлежащих ограничению владения станций с низким энергопотреблением, а затем отказались от контроля над исходными станциями, продав свои лицензии третьим сторонам, таким как принадлежащие миноритарным акционерам компаниям.

## История и бэкграунд
В период с 1970-х до начала 1990-х годов из-за существовавших ограничений ФКС на владение станциями, в сфере радиобизнеса широкое распространение получили соглашения о местной рыночной деятельности, по которой меньшая по размеру радиостанция продавала своё эфирное время третьей стороне. Эти союзы предоставили более крупным вещательным компаниям возможность расширить свой охват, а более мелким вещателям — давало источник стабильного дохода В 1992 году ФКС разрешила вещательным компаниям владеть несколькими радиостанциями на одном рынке, что вызвало волну массовой консолидации в радиоиндустрии. После этих изменений местные маркетинговые соглашения в значительной степени перестали применяться в индустрии, поскольку теперь вещатели могли просто покупать, а не арендовывать. Однако LMA продолжали использовать для помощи при передаче приобретённых станций новым владельцам.
Соглашение о местной рыночной деятельности на североамериканском телевидении возникло в 1991 году, когда Sinclair Broadcast Group приобрела питтсбургский филиал Fox WPGH-TV. Sinclair уже владел на этом рынке независимой станцией WPTT (теперь WPNT, входящей в MyNetworkTV), и прямое владение новым активом нарушило бы правила ФКС, запрещавшие владение двумя телестанциями на одном медиарынке. Тогда имевшая более низкий рейтинг WPTT была продана менеджеру телестанции Эдди Эдвардсу, но Sinclair продолжал управлять ей через LMA (медиахолдинг в итоге выкупил станцию и присвоил позывные WCWB в 2000 году, когда ФКС начала разрешать совместное владение двумя телевизионными станциями на одном рынке).
При этом Sinclair сталкивалась и с юридическими проблемами при использовании LMA. В 1999 году Glencairn, Ltd. (с тех пор реорганизованная в Cunningham Broadcasting) объявила о приобретении у Sullivan Broadcasting дочерней компании Fox KOKH-TV в Оклахома-Сити. Впоследствии Glencairn объявила о планах продать пять из своих 11 станций, которые эксплуатировались Sinclair в рамках LMA, этой компании напрямую. Поскольку семья основателя Sinclair Broadcast Group Джулиана Смита контролировала 97 % акци Glencairn и компания за покупки должна была расплачиваться акциями Sinclair, KOKH и принадлежащая Sinclair дочерняя компания WB KOCB (сейчас филиал CW) фактически представляет собой дуополию в нарушение правил ФКС. Возглавляемая Джесси Джексоном коалиция Rainbow/PUSH подала иски против продажи в ФКС из-за нарушения правил на запрет дуополий, обвиняя Glencairn в маскировке под отдельную компанию, принадлежащую миноритарному акционеру, когда на самом деле это было подразделение Sinclair для получения контроля над станциями через LMA. После того, как FCC обновила свои правила владения СМИ, разрешив одной компании владеть двумя телевизионными станциями на одном рынке в августе 1999 года, Синклер реструктурировал сделку и полностью приобрел KOKH. В 2001 году FCC оштрафовала Синклера на 40 тыс. долларов за незаконный контроль над Glencairn, после обновления правил владения СМИ в августе 1999 года Sinclair реконструировал сделку и купил KOKH-TV.
В 1999 г. ФКС изменила свои правила владения СМИ, чтобы подсчитать LMA, образованные после 5 ноября 1996 г., которые покрывают более 15 % эфирного дня, в пределах прав собственности для владельца брокерской станции. Тем не менее в 2000-е годы соглашения о совместных продажах и совместном обслуживании стали все более распространенными; в период с 2011 по 2013 год число таких соглашений об аутсорсинге увеличилось, когда крупные владельцы телестанций уровня Sinclair и Nexstar Broadcasting Group начали расширять свои портфоли, приобретая дополнительные станции для увеличения масштаба деятельности и получя рычаги влияния на переговорах с провайдерами кабельного и спутникового телевидения о согласии на ретрансляцию.

## Использование

### Консолидация
Чаще всего LMA используется в телевизионном вещании для создания «виртуальной дуополии», когда станции, работающие в соответствии с соглашением, объединяются в единое целое. Тем самым для повышения экономической эффективности можно было оптимизировать операционную деятельность станций за счёт совместного использования ресурсов (помещения, продажа рекламы, персонал и программирование). Многие использующие эту практику вещательные компании к её достоинства относят возможность выживания для телевизионных станций, особенно на небольших рынках, где общий охват аудитории значительно меньше, чем у рынков, сосредоточенных в густонаселенных городских районах, сокращение расходов за счёт консолидации ресурсов и персонала.
Соглашения о совместном использовании могут также использоваться как лазейка для контроля телевизионных станций в ситуациях, когда юридически невозможно напрямую владеть ими. Например, правила FCC разрешали одной компании владеть более чем одной полнофункциональной телевизионной станцией на данном рынке, если есть по крайней мере восемь отдельных владельцев станций, а также запрещали владение двумя или более из четырёх станций с наивысшим рейтингом. (на основе общего количества просмотров за день) на рынке. LMA или её аналог не влияют на право собственности и не требуют одобрения ФКС, а с точки зрения лицензирования две станции будут по-прежнему считаются отдельными операционными подраздлелениями. . Tribune Media и Gannett Company применяли соглашения о совместных услугах в качестве аналогичной лазейки для получения контроля над определёнными станциями при покупках в 2013 году Local TV и Belo, ибо у них не было исключений из ограничений ФКС на совместное владение газетами в затронутые рынками СМИ. Обе компании с тех пор выделили свои издательские подразделения как независимые компании Tribune Publishing Company и Gannett Company. Tegna, которой принадлежат бывшие компании Gannett в области вещания и цифровых медиа, после раскола повторно приобрела лицензии на большинство станций. 16 ноября 2017 года во время президентства Дональда Трампа ФКС проголосовала за отмену требования о существовании на медиарынке восьми отдельных владельцев станций для разрешения дуополии, но сохранила запрет на контроль над двумя из четырёх ведущих станций на местном рынке.
Вещательные компании также могут взимать плату с владельцев станций, которыми они управляют в соответствии с соглашениями о совместном использовании, часто связывая их с соглашениями о станциях, которые они напрямую владеют. Это могло бы, особенно при наличии LMA между двумя станциями, связанными с «основными» сетями, позволяло вещательной компании взимать более высокую плату за ретрансляцию на свои станции с телевизионных провайдеров, что могло привести к неспособности небольших кабельных компаний повышать сборы для себя. Из-за этого провайдеры кабельного телевидения выступали за запрещение соглашений о совместном использовании каналов между телевизионными станциями. В США ФКС больше не позволяет вещательным компаниям вступать в сговор друг с другом при согласовании платы за согласие на ретрансляцию.

### Управление от имени стороннего владельца
Хотя большинство LMA подразумевают передачу операций одной телевизионной станции другой, иногда компания может управлять станцией в соответствии с LMA, JSA или SSA, даже если она и не имеет станций на этом рынке. Например, в декабре 2013 года Louisiana Media Company заключила соглашение об общих услугах с Raycom Media, чтобы управлять бывшим филиалом Fox в Новом Орлеане, штат Луизиана, WVUE- DT; в то время как Louisiana Media Company сохранила право собственности на станцию и лицензию, другие активы были приняты Raycom, которая владела станциями лишь на рынках, прилегающих к Новому Орлеану (включая Baton Rouge, Jackson, Biloxi, Lake Charles and Shreveport), но не в самом Новом Орлеане. Владелец LMC Том Бенсон получил предложения от Raycom и других о покупке станции, но продал WVUE Raycom 4 апреля 2017 года за 51,8 млн долл.

### Иностранный контроль
LMA также позволяет компаниям контролировать иностранные станции из-за пределов своей страны. Канадская медиакомпания Rogers Media использует JSA для управления расположенной в штате Нью-Йорк в городе Кейп Винсент радиостанции WLYK, в качестве нацеленной на близлежащий канадский рынок Кингстона и Онтарио станции, где ей уже принадлежат CKXC-FM и CIKR-FM. При этом Rogers Media владеет 47 % акций Border International Broadcasting, являющегося лицензиатом WLYK.
Аналогичным образом, Entravision Communications Corporation контролирует принадлежащую Televisora Alco тихуанскую станцию XHDTV-TDT, которая работает как англоязычная станция приграничныого рынка Сан-Диего.

## Реакция и действия властей
В феврале 2001 года подразделение Clear Channel Communications Citicasters было оштрафовано на 25 тыс. долларов за использование TBA и судебных тяжб для незаконного контроля радиостанции WBTJ (101.9 FM, сейчас WYLR) в Янгстауне, Огайо; компания также стала объектом жалоб за использование KFJO (FM) для ретрансляции KSJO после того, как она номинально продала KFJO миноритарным акционерам
В 2009 году Совет по СМИ Гавайев пожаловался ФКС на работу принадлежащего Raycom отдела новостей Hawaii News Now, заявив, что участие посредника «напрямую сократит разнообразие местных голосов в сообществе, заменив независимые выпуски новостей на телеканале». В ответ ведомство начало расследование.
В 2011 году, после утраты WFFT-TV статуса филиала телесети Fox из-за спора об обратной компенсации в пользу субканала WISE-TV, Nexstar (по иронии судьбы, учитывая использование аналогичных методов на других рынках) подала антимонопольный иск против управляющего партнера станции Granite Broadcasting, которого обвинила в создании монополии на продажу местной рекламы через контроль над ретрансляторами пяти крупнейших общенациональных телесетей (ABC и MyNetworkTV на WPTA, NBC, Fox, и The CW на WISE-TV; принадлежат Malara Broadcast Group и управляются Granite). Судебный процесс был урегулирован в феврале 2013 года по взаимному соглашению, после чего WFFT снова стало филиалом Fox.

## Эффекты
Представляющие общественные интересы организации не одобряют использование LMA для создания виртуальных дуополий, которые обходят правила ФКС, из-за их воздействия на отрасль, в частности, результатов консолидации за счет нерегулярного использования LMA. На рынках, где дуополии невозможны с юридической точки зрения, компания может создать таковую, купив «нелицензионные» активы станции (такие как их физические объекты, права на программирование и другую интеллектуальную собственность) и продав лицензию третьему лицу в виде компании-помощницы (которая часто связана с покупателем), заключающей LMA или аналогичное соглашение со старшим партнером. ФКС признает право собственности на телевизионные станции только на основании их лицензии и идентификационный номера объекта, а не на основании права собственности на эти «нелицензионные» активы; тем самым старший партнер становится фактическим владельцем и оператором станции, но законным владельцем остаётся компания-помощница. Хотя ФКС определяет компанию-помощницу как независимую от компании, использующей её для аутсорсинга, в свою очередь Комиссия по ценным бумагам и биржам требует включения в финансовую отчётность вещательной компании данных о компаниях-помощницах.
Sinclair и Nexstar стали печально известны тем, что часто использовали компании-помощницы как элемент своей тактики расширения и консолидации, сотрудничая с такими компаниями, как Cunningham Broadcasting, Deerfield Media, Mission Broadcasting, и даже друг с другом в случае практической дуополии в Гаррисберге, штат Пенсильвания (между принадлежащая Sinclair дочерней компанией CBS WHP-TV и принадлежащей Nexstar дочерней компанией CW WLYH-TV), а также бывшая виртуальная дуополия в Рочестере, штат Нью-Йорк, между принадлежащим Nexstar филиалом CBS WROC-TV и принадлежащим Sinclair филиалом Fox WUHF (договорённость завершилась в январе 2014 года, когда Deerfield и Sinclair купили филиал ABC WHAM-TV).
Хоть и не в такой степени, некоторые вещательные компании имеют аналогичные деловые отношения:
- Raycom Media имела аналогичные деловые отношения с American Spirit Media на таких рынках, как Толидо, штат Огайо (где American Spirit Media приобрела дочернюю компанию Fox WUPW у LIN Media в 2012 году, а деятельность этой станции перешла к дочерней компании CBS WTOL),[33]. С другой стороны, принадлежащие Raycom дочерние станции Fox WFLX в Уэст-Палм-Бич и KNIN-TV в Бойсе, управляются WPTV и KIVI-TV E.W. Scripps Company.[34][35]
  - Gray Television сотрудничает с компанией-помощницей Excalibur Broadcasting, принадлежащей бывшему руководителю Gray Дону Рэю.[36] В 2019 году Gray приобрёл Raycom Media, получив контроль над станциями и American Spirit Media. Были исключения, в том числе WUPV и KYOU-TV, WUPW / Toledo, которые Raycom приобрела непосредственно перед покупкой, чья SSA была включена в продажу материнской станции WTOL Tegna из-за существующей собственности Gray Television на WTVG,[37] и WFXG/Августа — которая была продана Lockwood Broadcast Group из-за имвшейся дуополии Gray в виде станций WRDW-TV/WAGT-CD.[38]
- Granite Broadcasting управляла с помощью подручной компанией Malara Broadcast Group вирутальными дуополиями в Форт-Уэйне, Индиана, и Дулуте, Миннесота. Позже станции были проданы Quincy Media и SagamoreHill Broadcasting, при этом Quincy через SSA управляла станциями SagamoreHill, хотя в Форт-Уэйне Quincy приобрела у Malara филиал ABC WPTA, а SagamoreHill вместо этого взял дочернюю компанию NBC WISE-TV.[39]
- News-Press & Gazette Company является дочерней компанией VistaWest Media для управления расположенными в Сэнт-Джозефе, Миссури, станциями KIDK (ранее была передана в собственность NPG через Fisher Communications) и KCOY-TV (через Cowles Publishing Company).[40][41][42]

### Влияние на программирование эфира
Станции, партнеры которых заключили соглашение о совместном использовании, могут также консолидировать свои программные операции: местные выпуски новостей на младшем партнере в LMA, если он до этого управлял отдельным новостным отделом, могут быть перенесены или сокращены, чтобы предотвратить прямую конкуренцию с выпусками новостей на станции-старшем партнёре (последний аспект встречается реже, когда LMA включают только станции, аффилированные с одной из четырёх крупнейших телесетей). Станции могут совместно использовать ресурсы по сбору новостей, но поддерживать отдельные новостные телепередачи, которые с различной степенью автономии различаются по представлению в эфире, ведущим и общему формату; в этих случаях отдельный выпуск новостей на посреднической станции в дуополии может в конечном итоге состоять из переупакованного новостного контента другой станции. Alternatively, the stations may consolidate their news programming under a single joint brand.
В рамках процесса консолидации происходит сокращение персонала, а совместное использование новостного контента сокращает количество уникальных редакционных голосов на рынке и уменьшению объёма местных новостных репортажей на посреднической станции.
В зависимости от того, как структурировано соглашение об аутсорсинге, а также как программируется вещающая станция, с которой осуществляется посредничество, способ объединения станций и объём новостных программ, размещаемых на вещающей станции, может различаться:
- В октябре 2008 г. Tribune Broadcasting и Local TV LLC объединили операции своих филиалов CW и Fox в Денвере и Сент-Луисе.[46][47] В Денвере филиал CW KWGN-TV переехал в помещения филиала Fox KDVR в районе Спир; в то время как в Сент-Луисе филиал Fox KTVI — несмотря на то, что он был старшим партнером в LMA с филиалом CW KPLR — переехал в студии этой станции в Мэриленд-Хайтс. Оба города были (и остаются) рынками в топ-25, что делает Денвер и Сент-Луис крупнейшими, где какие-либо англоязычные станции были вовлечены в LMA; однако там было достаточно станций, чтобы разрешить законную дуополию (это было невозможно с входившими в четвёрку самых рейтинговых станций в Сент-Луисе KPLR и KTVI), и были достаточно крупными, чтобы поддерживать по крайней мере четыре телевизионных новостных операции (в Денвере было пять, а в Сент-Луисе — четыре новостных станции до образования LMA).[46]

KWGN и KPLR переместили прайм-тайм The CW на час позже (20:00) по сравнению с рекомендуемым сетью временным интервалом и перенесли свои вечерние выпуски новостей на 19:00 (из-за этого выпуски вечерних выпусков новостей по выходным были прекращены; с тех пор KPLR расширил свой выпуск новостей в 19:00 на вечера субботы и воскресенья), чтобы избежать конкуренции с выпусками новостей KDVR и KTVI в 21:00; KWGN сохранил свой утренний выпуск новостей по будням (который напрямую конкурирует с утренним выпуском новостей KDVR), но отменил выпуски новостей в 11:00 и 17:30. Напротив, KPLR (который вел выпуск новостей в прайм-тайм большую часть своей истории) в конечном итоге добавил часовые выпуски новостей в полдень и в конце дня. Два соглашения LMA стали юридически дуополиями в декабре 2013 г., после того как Tribune завершила приобретение Local TV.